# المجلس البريطاني للموافقة
المجلس البريطاني للموافقة هو عبارة عن هيئة بريطانية تصدر شهادات لمنتجات وأنظمة البناء وتوفر خدمات الفحص دعمًا لمصمميها  وتركيباتها.

## شهادة الموافقة
هو مستند موثقة يثبت ملائمته لغرض منتج البناء والتزامه أو مساهمته في الامتثال لمختلف لوائح البناء المعمول بها في المملكة المتحدة، ويشار إليها عادة بأنها شهادة موافقة من المجلس البريطاني.

## النشأة
نشأت فكرة مجلس الموافقة البريطانية على أساس الترتيب المستخدم في فرنسا
المجلس البريطاني للموافقة هو هيئة موافقات صناعة البناء، التي أنشئت في عام 1966 من قبل الحكومة وتقدم موافقة المنتج والتركيب. تغطي شهادات الموافقة مائتي قطاعًا مختلفًا من المنتجات وأكبرها هو العزل والسقوف.
في السابق، قام المجلس بتشغيل نظام مثبت معتمد لأكثر من ثلاثين عامًا، حيث ربطت تجهيزات عزل جدار التجويف المحقون بموافقة المجلس للأنظمة والتعامل مع كل من مورد النظام وجودة التركيب. وتُظهر موافقات المجلس في الامتثال لقوانين البناء والمتطلبات الأخرى، بما في ذلك جودة التثبيت.
كما يقوم المجلس بتفتيش مخطط التقييم الذاتي واتحاد البناة الرئيسيين ولدى بعض حاملي الشهادات الصلاحية للتحقق من أن المثبتين يثبتون بطريقة جيدة في الموقع. كما يدير المجلس نظام موافقة السلطات على الطرق السريعة للطرق السريعة في إنجلترا، ومجتمع مساحي المناطق والوكالات الأخرى في المملكة المتحدة. هذا مشابه لعملية شهادة الموافقة ولكنه مطبق على منتجات الطرق السريعة. بعض هذه البرامج لديها برامج مثبتة مرتبطة بها، كما أن المجلس يتفقدها.

## الهيكل والملكية
يتكون المجلس من ثلاث عمليات رئيسية هي: الموافقة على المنتجات وإصدار الشهادات والتفتيش وخدمات الاختبار. يتكون مجلس إدارة المجلس من ثلاثة مديرين تنفيذيين وأربعة مديرين غير تنفيذيين. تعتبر أنشطة التفتيش عنصراً رئيسياً في نمو الأعمال المخطط له.
عدد الموظفين في المجلس يصل إلى ما يقارب 185 شخصًا، معظمهم مقرهم في مكاتبهم ومنشآت الاختبار بالقرب من واتفورد، والباقي موجودون كمفتشين جغرافيًا في جميع أنحاء المملكة المتحدة مع إمكانية الوصول إلى أنظمة المجلس الإلكترونية التي تسمح لهم بالعمل عن بُعد.

## تغطية
لدى المنظمة مفتشون متمركزون في جميع أنحاء المملكة المتحدة قادرين على إعادة التقارير المكتملة في غضون 24 ساعة من الاستلام.
1. ↑  Emmitt, Stephen "Architectural technology." British Institute of Architectural Technologists. VAT #681 6419 17. Accessed September 2011. نسخة محفوظة 22 فبراير 2020 على موقع واي باك مشين.
2. 1 2  "BBA Certs - The British Board of Agrément". BBA Certs (بالإنجليزية البريطانية). Archived from the original on 2019-04-03. Retrieved 2018-09-14.